# Tortuga (Schiff, 1990)
Die USS Tortuga (LSD-46) ist ein Docklandungsschiff der United States Navy und gehört der Whidbey-Island-Klasse an. Sie wurde nach den Dry-Tortuga-Inseln im Dry-Tortugas-Nationalpark benannt.

## Geschichte
LSD-46 wurde 1984 in Auftrag gegeben und 1987 bei Avondale Shipyard in New Orleans, Louisiana auf Kiel gelegt. Nach eineinhalb Jahren Bauzeit lief die Tortuga am 15. September 1988 vom Stapel. Der Stapellauf wurde um zwei Monate vorgezogen, damit das Schiff dem Hurrikan Gilbert entgehen konnte, der im September 1988 durch den Golf von Mexiko zog, Louisiana aber letztlich nicht traf. Die Indienststellung fand Ende 1990 statt.
2002 lief die Tortuga vor Morehead City, North Carolina auf Grund, wurde aber nicht schwer beschädigt, es gab keine Verletzten. Das Schiff war in der Kampfgruppe um die Nassau unterwegs. 2005 verlegte das Schiff im Mai mit Cole und Anzio. Gemeinsam nahmen sie an BALTOPS teil, einer multinationalen Übung in der Ostsee. Es folgte die Teilnahme an der Kieler Woche 2005, ungewöhnlich für ein US-amerikanisches Kriegsschiff dieser Gattung und Größenordnung. Im Anschluss wurde die Tortuga vor der Küste von New Orleans eingesetzt, wo sie Verletzten und Obdachlosen half.
2006 führte die Tortuga, bisher stationiert in Norfolk, einen hull swap mit ihrem in Japan stationierten Schwesterschiff Fort McHenry aus. Dabei tauschten die Schiffe sowohl den Stützpunkt als auch die Crew. Nach dreimonatiger Eingewöhnzeit verließ die Tortuga ihren neuen Heimathafen und nahm an der Übung CARAT teil. Auch 2008 führte sie einen Einsatzverband während einer CARAT-Übung mit der malaysischen Marine. 2009 verlegte die Tortuga mit der Essex in den Westpazifik. Unter anderem nahm sie an der Übung Talisman Saber mit australischen Kräften teil. Nachdem die Taifune Parma und Katsana die Philippinen getroffen hatten, wurde die Tortuga mit Harpers Ferry und Denver in die Region geschickt, um die lokale Katastrophenhilfe zu unterstützen. Im März 2011 wurde das Schiff vor die Küste Japans geschickt, um nach dem Tōhoku-Erdbeben für Nothilfe bereitzustehen. Im Juni 2011 nahm sie dann an einer Übung mit der malaysischen Marine teil, Anfang 2012 an der Übung Cobra Gold vor der Küste Thailands teil.
Laut Jane’s Information Group soll das Schiff in den Fiskaljahren 2013 oder 2014 im Rahmen von Einsparungen außer Dienst gestellt werden.